# Carlos Federico II de Wurtemberg-Oels
Carlos Federico II de Wurtemberg-Oels (7 de febrero de 1690 en Merseburg - 14 de diciembre de 1761 en Oleśnica) fue duque de Oels-Wurtemberg y Regente del Ducado de Wurtemberg.

## Biografía
Carlos Federico era hijo del Duque Cristián Ulrico I de Wurtemberg-Oels (1652-1704) de su segundo matrimonio con la Duquesa Sibila María de Sajonia-Merseburg (1667-1693), hija del Duque Cristián I de Sajonia-Merseburg. Cuando murió su padre en 1704, Carlos Federico todavía era menor de edad, de tal modo que quedó bajo custodia hasta que fue declarado adulto en 1707.
Carlos Federico se casó el 21 de abril de 1709 en Stuttgart con Sibila Carlota (1690-1735), hija del Duque Federico Fernando de Wurtemberg-Weiltingen, nieto del Duque Julio Federico de Wurtemberg-Weiltingen.
A partir de 1738, actuó como custodio del Duque Carlos Eugenio y regente de Wurtemberg. En este papel, sucedió al Duque Carlos Rodolfo de Wurtemberg-Neuenstadt, que había renunciado a la regencia por razones de edad avanzada. Durante su tiempo como regente, estalló la guerra de sucesión austríaca en 1740. En 1742, el Tratado de Breslau concedió Silesia, su patria, a Prusia. Sin embargo, Carlos Federico y sus sucesores no participaron en esta guerra. Durante su regencia, la administración fue mejorada significativamente y se restauraron las buenas relaciones con los Estados. Georg Bernhard Bilfinger, Johann Eberhard Georgii y Federico Augusto von Hardenberg sirvieron como ministros de su gobierno.
En 1744, el emperador Carlos VII declaró adulto a Carlos Eugenio, dando por finalizado el tiempo de Carlos Federico como regente de Wurtemberg.
El matrimonio de Carlos Federico no tuvo hijos. En 1744, renunció al gobierno en Oels, en favor del hijo de su hermano más joven Carlos Cristián Erdmann. Residió entonces por algún tiempo en Międzybórz, y después se trasladó a Oels, donde murió en 1761, a la edad de 72 años.